# Jeanette Zwingenberger
 (décembre 2019).
Il peut être nécessaire de l'améliorer pour respecter le principe de neutralité de point de vue. Veuillez consulter la page de discussion pour plus de détails.

 (décembre 2020).
Jeanette Zwingenberger, née en 1962 à Memmingen (Bavière), est docteure en histoire de l'art, historienne de l'art, commissaire d'exposition et professeure.

## Biographie
Jeanette Zwingenberger, docteur en histoire de l’art, publie sa thèse en 1999 chez Parkstone à Londres sur Hans Holbein le Jeune, L'Ombre de la mort. 
Elle enseigne[Depuis quand ?] à Paris 1 Panthéon-Sorbonne et elle est membre de l'Association internationale des critiques d'art ainsi que du Comité consultatif pour les œuvres d’art de l’UNESCO. Elle est l'auteure de nombreux catalogues d’expositions de la scène internationale et de livres monographiques, et collabore régulièrement avec les revues artpress, Beaux-Art, L’Œil, Connaissance des arts.
Elle se spécialise dans l'étude des anamorphoses, des images en transformations et des images doubles dans l'histoire de l’art[réf. souhaitée].

## Publications

### Livres
- Jeanette Zwingenberger, Léonard de Vinci : L’énigme des images, Paris, In Fine, 2019, (ISBN 2902302126).
- Egon Schiele, Parkstone, Londres, 2001 (éd. française, anglais et allemand).
- Jeanette Zwingenberger (trad. Alfa Schefberg), Holbein le jeune : l'ombre de la mort [« Lifeas an anamorphosis, Hans Holbein the Younger »], Londres, Parkstone press, coll. « Grands peintres », 1999, 175 p. (ISBN 1-85995-487-1).

### Catalogues d’expositions
- 2021 :
  - All I want, Portuguese Women Artists from 1900 to 2020, ed. Calouste Gulbenkian Museum, INCM, Lisboa 2021.
  - « Face à Arcimboldo », éd., Centre Pompidou-Metz.
- 2020 :
  - George Legrady, Interweaving Time & Fluid Spaces, University of California, Santa Barbara, 2020.
- 2019 :
  - «Abel’s Eye, Jeanette Zwingenberger, Cat. Exp. Metamorfoses da Humanidade de Graça Morais, Museu Nacional de Arte Contemporânea – Museu do Chiado, 22.3.-2.6.2019, Lisboa.
  - «Le corps en morceau », dans Les Monstres, impossibles possibles, TDC, n°1122, Canopé, 2019.
  - «Le rapt et la sidération chez Ovide », dans cat. exp. Amour, Une histoire des manières d’aimer, Musée du Louvre-Lens 26.9.2018 – 21.1.2019, Lienart éd. 2018.  (ISBN 978-2-36838-049-9)
- 2017 :
  - «A space for topological reflection, Sébastien de Ganay in Transposition and Reproduction in A Gothic Context, Kerber Verlag Bielefeld, [Kunsthalle Krems, 2017.
  - Vices et vertus, 18.02 - 21.05.2017 Namur. Aïdan Salakhova, Erotisme dissimulé et religions, éd. Stichting Kunstboek.
- 2016 :
  - Artistes et Architecture, Dimensions variables, Pavillon de l’Arsenal, 16.9.2015 - 17.1.2016 : Corps Réseaux et architecture organique.
  - Melissa Ichiuji, "Polymorphous Doll = Obscure Object of Desire", American University Museum Katzen arts Center, Washington 12.11-18.12.2016
  - MAIKE FREESS - VON BLINDER GEWISSHEIT (Of Blind Certainty), Von der Heydt-Kunsthalle, Wuppertal, Germany, 30.8. 2015 - 3.1.2016, éd Kettler.
  - Rui Moreira, Mudam, Luxembourg. Catalogue d’exposition Oliver Dorfer Galerie Hilger, Vienne.
  - Catalogue d’exposition Norbert Bisky, Kunsthalle Rostock, [Hatje Cantz Verlag] Catalogue d’exposition Dataspaces d’Erró, Galerie Ernst Hilger, Paris.
- 2013 :
  - Schöne Landschaft – Bedrohte Natur, Kunsthalle Dominikanerkirche, Osnabrück.
- 2012 :
  - Êtres chairs : Oda Jaune, Maison de la Culture, Namur.
- 2010 : 
  - Frida Kahlo’s, Human landscape, rétrospective Frida Kahlo, 2010, [Martin Gropius-Bau] Berlin and Kunstforum Wien, éditions Prestel.
- 2009 : 
  - Une image peut en cacher une autre : Arcimboldo, Salvador Dalí, Raetz, Réunion des musées nationaux, Paris.
- 2007 : 
  - Carlos Pazos, En blanc et noir, Institut Cervantes, Paris, ed. Institut Raymond Lulle, Barcelone.
- 2006 :
  - L’Homme-paysage. Visions artistiques du paysage anthropomorphe entre le XVIe et le XXIe siècle, palais des beaux-arts de Lille, Paris, [Somogy].
- 2007 : 
  - Jean Daviot, Écriture de lumières, Vidéo K.01, édition Le Parvis, Pau.
- 2005 : 
  - L’Œuvre en programme, capcMusée, Bordeaux.
- 2004 :
  - Scène polonaise, l’Anthologie des écrits polonais, École des beaux-arts de Paris
  - Alighiero Boetti. Quasi tutto, Galleria d’Arte Moderna e Contemporanea, Bergamo.
  - Jean-Pierre Bertrand : Consubstantiellement, Musée Picasso, Antibes.
- 2003 :
  - La creazione ansiosa, Galleria Civica d’Arte Moderna et Contemporanea, Palazzo Fori, Verona, articles sur des artistes viennois : Schiele, Schönberg, Kokoschka, Gertl.
  - Raffi Kaiser, Galleria del Leone, Venise.
  - Kinderportait (Portrait d’enfant) Bonn, Kunst-und Ausstellungshalle der Bundesrepublik Deutschland, Bonn.

### Revues
- Conception du hors série, Beaux Arts éditions, La plasticité du langage, septembre 2012.
- Conception du hors série, art press 2, Tous Cannibales, n° 20, février 2011.
- « Corps déchets dans l’art contemporain », Journal français de psychiatrie, 2009/2 (n°33).
- Molecular interfaces, Une architecture des humeurs R&Sie(n) Le Laboratoire, Paris, n° spéciale, Mouvement, 2010.
- L’art, la mode … et le corps, Arts & Mode : ® évolutions croisée, Œil de la mode, Paris 2009.
- Vertigo, Esthétique et Histoire du Cinéma, Quand écouter c’est voir. Dialogue entre les œuvres de Gary Hill et d’Edgard Varèse, Festival d’Automne, n° 36, 2009.
- Conception du Hors séries, art press 2, Images cachées, n°13, avril 2009.
- Les corps mutant des artistes, Bio-art, La Revue Rue Descartes du Collège international de philosophie, n°64, La métamorphose, le monde, Presses universitaires de France, printemps 2009.
- From micro/macrocosm to the aesthetic of ruins and waste-bodies, in RES 55/56, université Harvard, été-automne 2009.
- De l'image du diable à celle de la mort, dans Le Diable, Colloque de Cérisy, Paris, 1998, éd. Dervy.